# Особенность
Особенность, или сингулярность в математике, — это точка, в которой математический объект (обычно функция) не определён или имеет нерегулярное поведение (например, точка, в которой функция имеет разрыв или недифференцируема).

## Особенности в комплексном анализе
Комплексный анализ рассматривает особенности голоморфных (и более общий случай: аналитических) функций — точки комплексной плоскости, в которой эта функция не определена, её предел бесконечен либо предела не существует вовсе. В случае точек ветвления аналитических функций функция в особой точке может быть определена и непрерывна, но не являться аналитичной.

## Особенности в действительном анализе
| Функция {\displaystyle f(x)=1/x} имеет особую точку в нуле, где она стремится к положительной бесконечности справа и к отрицательной бесконечности — слева. | · | Функция {\displaystyle g(x)=\|x\|} также имеет особенность в нуле, где она недифференцируема.                     |
| | · | |
| |   | |
| | · | |
| График, определённый выражением {\displaystyle y^{2}=x}, имеет в нуле особенность — вертикальную касательную.                                               | · | Кривая, заданная уравнением {\displaystyle y^{2}=x^{3}+x^{2}}, имеет в (0,0) особенность — точку самопересечения. |

## Особенности в алгебраической геометрии
Особенность алгебраического многообразия — это точка, в которой касательное пространство к многообразию не может быть корректно определено. Неособые точки называют также регулярными. Простейший пример особенности — кривая, пересекающая сама себя. Существуют и другие типы особенностей, например каспы: кривая, определённая уравнением {\displaystyle x^{2}=y^{3}} имеет касп в начале координат. Можно было бы сказать, что ось x касается кривой в этой точке, однако для этого пришлось бы изменить определение касательной. Более корректно, эта кривая имеет «двойную касательную» в начале координат.
Для аффинных или проективных многообразий, особенности — это в точности те точки, в которых ранг матрицы Якоби (матрицы из частных производных многочленов, задающих многообразие) ниже, чем в других точках.
Используя термины коммутативной алгебры, можно дать другое определение, которое поддаётся обобщению на абстрактные многообразия и схемы: точка x является регулярной тогда и только тогда, когда локальное кольцо рациональных функций в этой точке является регулярным кольцом.